# Câmpia Găvanu-Burdea

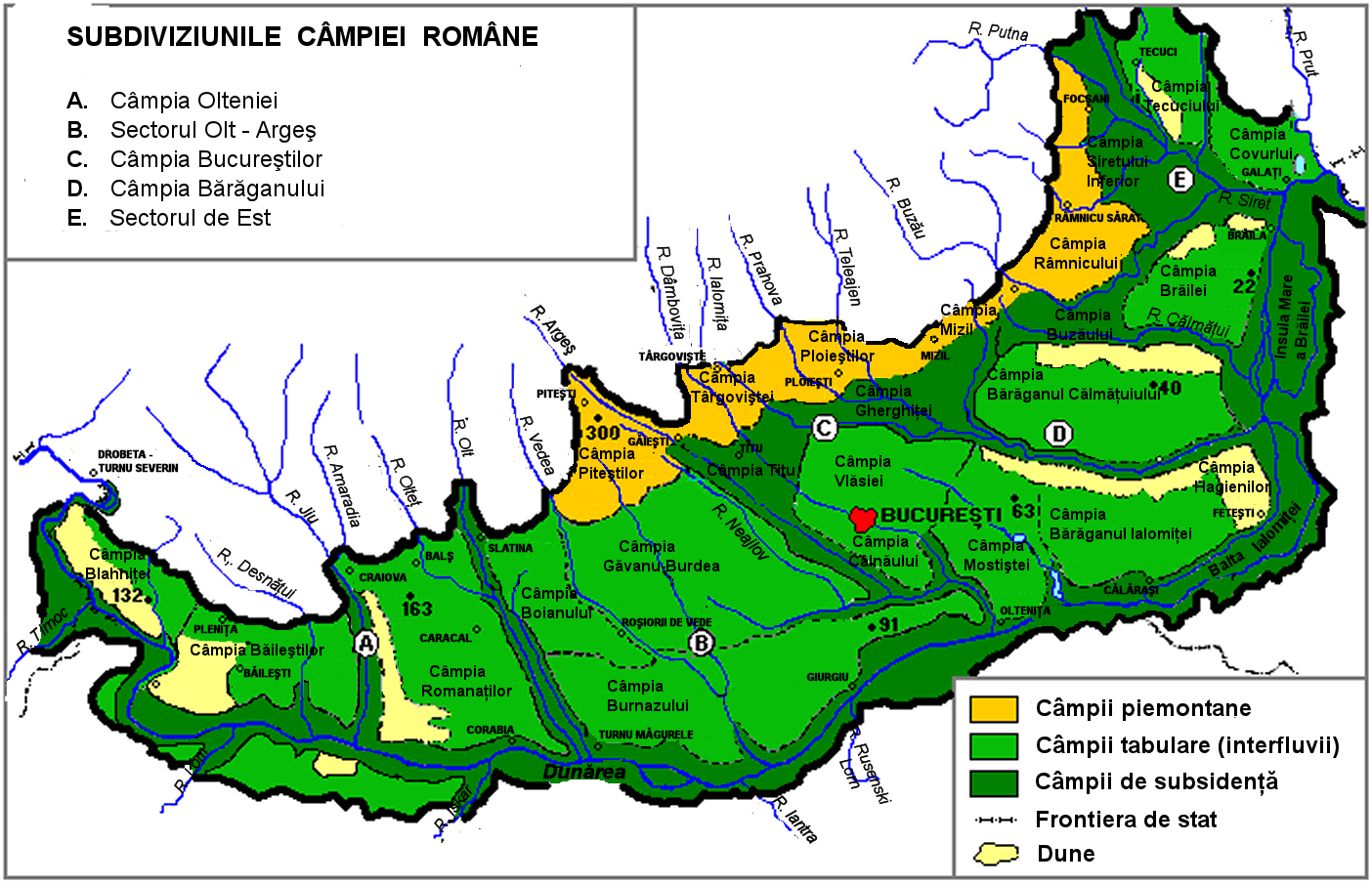
Câmpia Română şi subdiviziunile sale

Câmpia Găvanu-Burdea este o câmpie din Câmpia Română. Se găsește în Sectorul Olt-Argeș, delimitat de râul Olt în vest și de Argeș în est, alături de Câmpia Piteștilor, Câmpia Boianului și Câmpia Burnazului.

## Așezare geografică
Câmpia Găvanu-Burdea este delimitată:
- la nord de aliniamentul comunelor Răscăeṭi (jud. Dâmbovița), Vișina și Stolnici (jud. Argeș), Ungheni, Recea, Negrași.
- la est de râul Argeș
- la sud de aliniamentul comunelor Ghimpaṭi (jud. Olt) și Vitănești (jud. Teleorman), Măgura, Drăgănești-Vlașca, Bujoru, dar și de văile râului Neajlov și ale afluentului său Câlniștea.
- la vest de râul Vedea și de râul  Cotmeana.